# Mitsuo Ikeda
Mitsuo Ikeda (em japonês:  池田 三男, Mashike, Hokkaido, 14 de março de 1935 — Tóquio, 12 de setembro de 2002) foi um lutador de luta livre japonês.

## Carreira
Foi vencedor da medalha de ouro na categoria de 67-73 kg em Melbourne 1956.